# フアン・フランシスコ
フアン・ラモン・フランシスコ・ゴンザレス（Juan Ramón Francisco González, 1987年6月24日 - ）は、ドミニカ共和国・モンセニョール・ノウエル州ボナオ出身のプロ野球選手（内野手）。右投左打。現在はフリーエージェント（FA）。2021年開催の東京オリンピック 野球 銅メダリスト。
日本球界ではホアン・フランシスコと表記される。

## 経歴

### レッズ時代

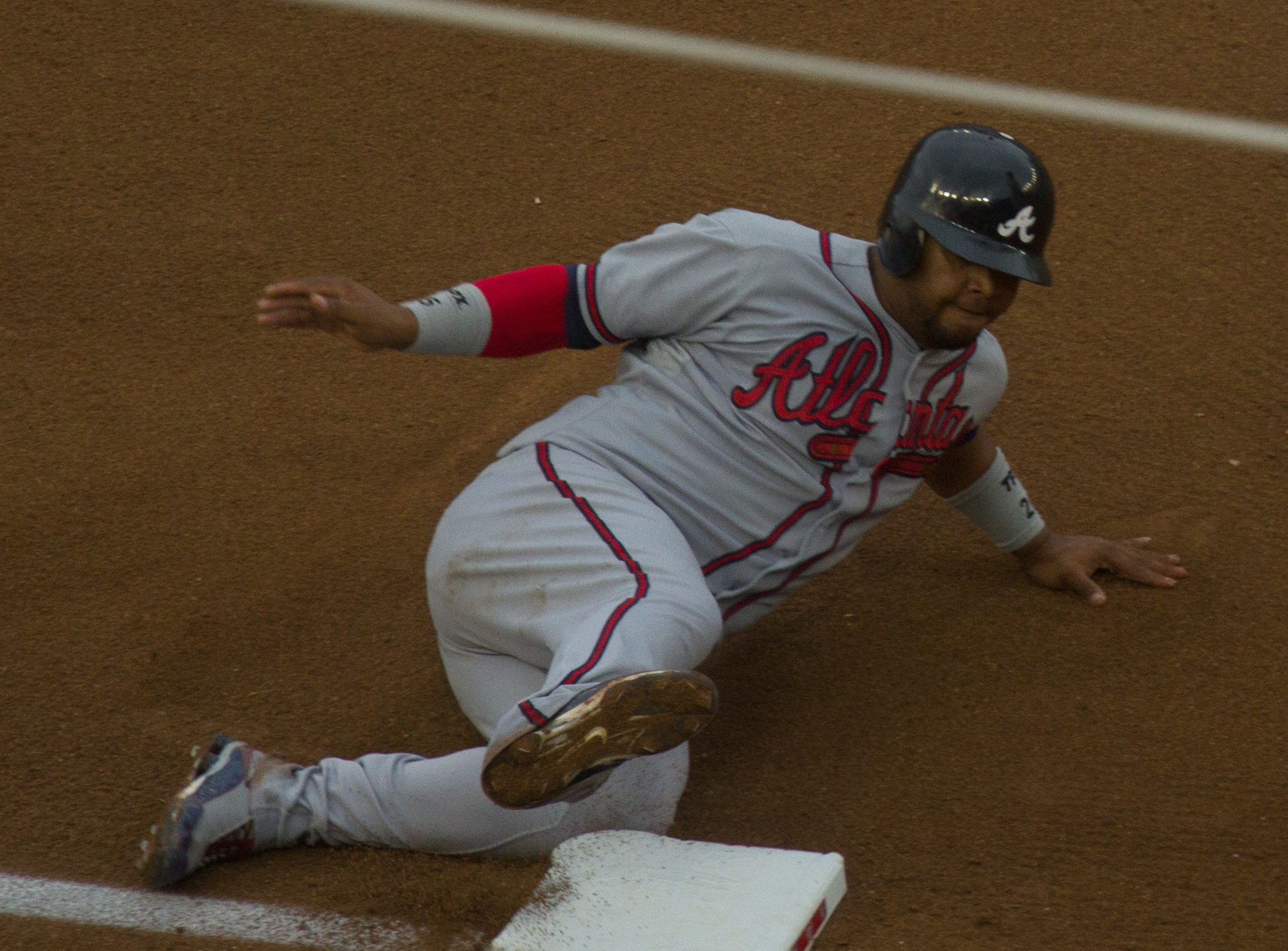
ブレーブス時代 (2012年7月21日)

2004年5月6日にシンシナティ・レッズと契約。
2009年9月14日のヒューストン・アストロズ戦でメジャーデビューを果たした。オフに参加した母国ドミニカのウィンターリーグでは46試合の出場で打率.302、11本塁打、OPS.918の成績とポストシーズンでの活躍が評価されMVPを受賞。
2010年オフのドミニカ・ウィンターリーグでは39試合の出場で打率.322、8本塁打、OPS.939の成績で2年連続のMVPを受賞。
2011年9月2日にはグレート・アメリカン・ボール・パーク史上2番目の飛距離となる502フィート（約153.0m）の本塁打を放った。ドミニカ・ウィンターリーグに参加していた11月には、食堂で拳銃を持った強盗に襲われ4万ペソを奪われる事件があった。
2012年はオフに傷めた右ふくらはぎのリハビリを怠り、体重過多の状態でスプリングトレーニングに現れた。

### ブレーブス時代
2012年4月1日にJ.J.フーバーとの1対1のトレードでアトランタ・ブレーブスへ移籍した。5月21日の古巣レッズ戦では本塁打を放ったが、打った後の態度が挑発的だとして監督のフレディ・ゴンザレスから注意を受けた。

### ブルワーズ時代

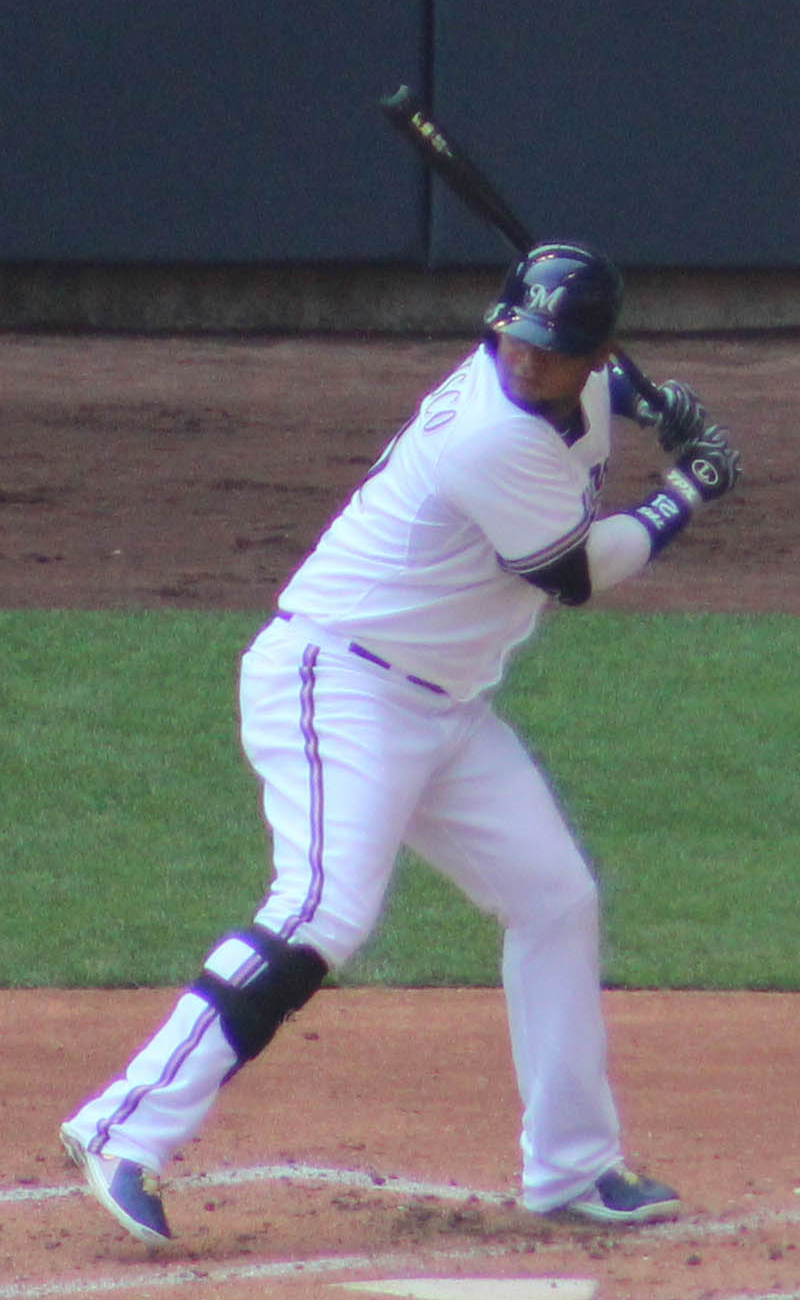
ブルワーズ時代 (2013年)

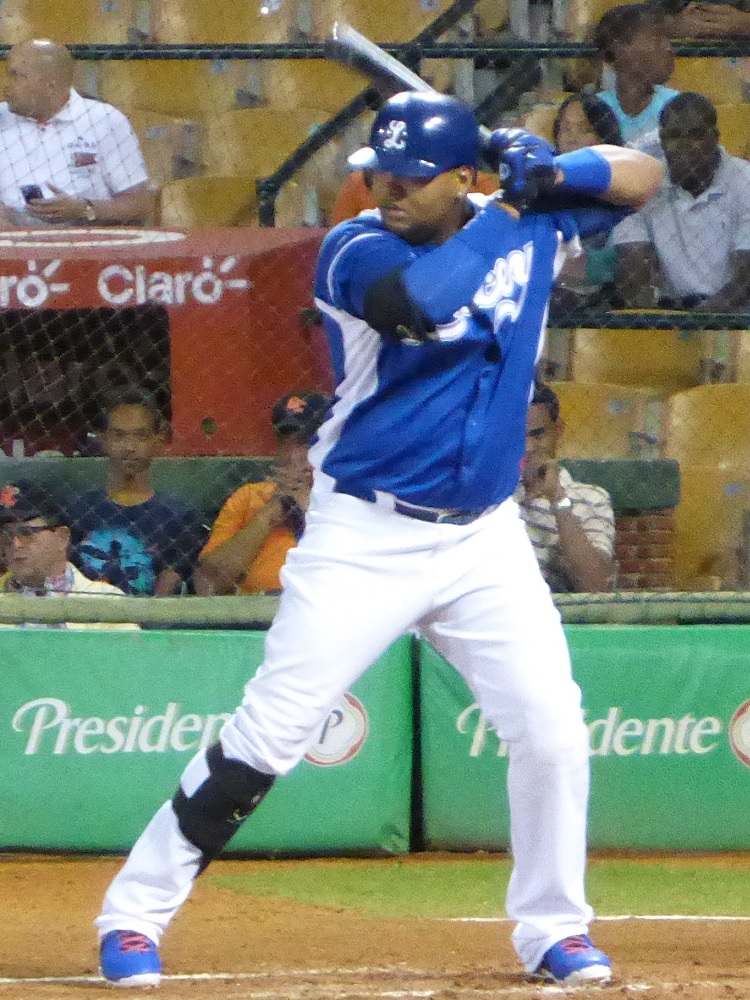
ドミニカリーグのティグレス・デル・リセイでプレーするフランシスコ (2013年12月28日)

2013年6月3日にトーマス・キーリングとのトレードでミルウォーキー・ブルワーズへ移籍した。ブレーブスの分と合わせ、自身初の3ケタ試合出場となる124試合に出場。18本塁打を放ち、パワーを発揮した。
2014年3月24日に解雇された。

### ブルージェイズ時代
2014年4月1日にトロント・ブルージェイズとマイナー契約を結び、4月19日にブルージェイズとメジャー契約を結んだ。2年連続での100試合以上となる106試合に出場し、アーチを16本放った。打率は前年より低下したが、OPS0.747は2010年以降で最高の数値となった。守備面では、三塁74試合で9失策（守備率.933）、一塁20試合で2失策（守備率.985）を記録。オフの11月19日にウェーバーでボストン・レッドソックスへ移籍したが、11月25日にDFAとなり、12月2日にノンテンダーFAとなった。
2015年1月10日にタンパベイ・レイズとマイナー契約を結んだが、4月5日に自由契約となった。

### 巨人時代
2015年4月21日に日本プロ野球の読売ジャイアンツと契約したことが発表され、4月23日に入団会見を行った。背番号は「21」。長年左投手のエースナンバー（高橋一三など）として扱われたためか、打者がこの番号を着けるのは1951年の久保木清外野手以来である。
5月2日の阪神タイガース戦で3番・一塁で初出場。来日初安打・初打点をあげて勝利に貢献しお立ち台に立ったが、フランシスコがチームに貢献した最初で最後の機会となった。同4日の広島東洋カープ戦、同点の9回裏1死満塁で広島・小窪哲也が放ったキャッチャー前方へのインフィールドフライを村田修一とお見合いし、白球を拾ったフランシスコが本塁を踏んだものの、三塁走者野間峻祥にタッチせずに一塁転送の構えを見せたことが要因となり野間のホームインが認められ、サヨナラ負けを招く大失態を演じた（このプレーについてはインフィールドフライ#2015年5月4日、広島対巨人にて詳述する。なお、記録上は飛球に触れた村田の失策）。同6日もバントシフト絡みで拙守を連発し、同7日には早くも二軍降格となった。同日のスポーツ報知にはその拙守から彼の名前を捩った「守乱シスコ」の文字が見出しに踊った。
5月末に背中の張りを訴えた後はMRI検査を球団に提案されるも閉所恐怖症を理由に拒否、別メニュー調整すらしない日も見られ（この頃同郷のフレデリク・セペダに「早く帰ろう」と練習の手を抜いたり、選手食堂で白米に大量のマヨネーズをかけ過食する様子が目撃されている。なおセペダは勤勉な性格と評判であった）、7月15日には腰痛の治療を受けるため一時帰国した。再来日後、二軍戦には出場したものの、一軍には呼ばれることなくレギュラーシーズンを終了。オフの12月2日に自由契約選手として公示された。一軍はわずか5試合の出場で終わった。
セ・パ交流戦開始前に「指名打者・フランシスコ」の可能性について記者から尋ねられた原監督は「フランシスコ？野球選手じゃないでしょ。野球選手になってからじゃないと話にならない」と既に戦力構想から外している旨を語っていた。
フランシスコを獲得した責任を問われてこの年の5月11日に原沢敦がGM職と編成本部長職を解任される事態となった。

### 巨人退団後
2016年はオフにドミニカのウィンターリーグに参加したのみでシーズンを終える。
2017年2月14日、ボルチモア・オリオールズとマイナー契約結んだが、シーズン開始前に解雇となる。6月6日にリーガ・メヒカーナ・デ・ベイスボルのユカタン・ライオンズと契約。
2018年はドスラレドス・オウルズと契約するが、出場機会無く退団。
2019年はレギュラーシーズンでの所属球団なく、オフにドミニカ共和国のウィンターリーグでプレー。
2020年1月31日にリーガ・メヒカーナ・デ・ベイスボルのオアハカ・ウォーリアーズと契約した。6月5日に自由契約となった。
2021年、7月に東京オリンピックの野球でドミニカ共和国代表に選出された。オリンピックでは全試合で4番に座り、3位決定戦の韓国戦では8回に勝ち越しタイムリーを放ち銅メダル獲得に貢献した。

## 選手としての特徴
グレート・アメリカン・ボール・パーク史上2番目の飛距離となる502フィート（約153.0m）の本塁打を記録した並外れた長打力を持ち味とする。
逆方向への本塁打も多いが、大ぶりの傾向も強いフリースインガーで三振が多い。左投手を極端に苦手とし、対左投手の成績は、メジャー通算で打率.159、1本塁打、OPS.423を喫している。
守備では主に三塁手として起用され、強肩には定評があるが送球の正確さに欠ける。捕球に難があり、三塁守備ではメジャー通算のDRS-10、同UZR-5.1を喫している。2013年からは一塁手として起用されることも増えたが、一塁守備でもメジャー通算のDRS-2、UZR-8.7と平均を下回る数値を喫している。
太りやすい体質で、ブレーブス時代にはブライアン・マッキャンに「フアン・フランクフルトフィンガー・フランシスコ」と呼ばれ指の太さをからかわれていた。憧れの選手はデビッド・オルティーズ。
プチ鹿島が2015年5月初頭に寄せたコラムによると、潜在能力は高いが素行が悪く、どのチームもすぐに放出されたのはそうした面からだという。

## 詳細情報

### 年度別打撃成績
| 年 度    | 球 団    | 試 合 | 打 席 | 打 数 | 得 点 | 安 打 | 二 塁 打 | 三 塁 打 | 本 塁 打 | 塁 打 | 打 点 | 盗 塁 | 盗 塁 死 | 犠 打 | 犠 飛 | 四 球 | 敬 遠 | 死 球 | 三 振 | 併 殺 打 | 打 率 | 出 塁 率 | 長 打 率 | O P S |
| -------- | -------- | ----- | ----- | ----- | ----- | ----- | -------- | -------- | -------- | ----- | ----- | ----- | -------- | ----- | ----- | ----- | ----- | ----- | ----- | -------- | ----- | -------- | -------- | ----- |
| 2009     | CIN      | 14    | 25    | 21    | 4     | 9     | 1        | 0        | 1        | 13    | 7     | 0     | 0        | 0     | 0     | 3     | 0     | 1     | 7     | 0        | .429  | .520     | .619     | 1.139 |
| 2010     | CIN      | 36    | 59    | 55    | 3     | 15    | 3        | 0        | 1        | 21    | 7     | 0     | 1        | 0     | 0     | 4     | 0     | 0     | 20    | 2        | .273  | .322     | .382     | .704  |
| 2011     | CIN      | 31    | 97    | 93    | 10    | 24    | 7        | 1        | 3        | 42    | 15    | 1     | 0        | 0     | 0     | 4     | 1     | 0     | 24    | 1        | .258  | .289     | .452     | .740  |
| 2012     | ATL      | 93    | 205   | 192   | 17    | 45    | 11       | 0        | 9        | 83    | 32    | 1     | 1        | 0     | 1     | 11    | 2     | 1     | 70    | 5        | .234  | .278     | .432     | .710  |
| 2013     | ATL      | 35    | 115   | 108   | 10    | 26    | 2        | 0        | 5        | 43    | 16    | 0     | 1        | 0     | 0     | 7     | 0     | 0     | 43    | 0        | .241  | .287     | .398     | .685  |
| 2013     | MIL      | 89    | 270   | 240   | 26    | 53    | 10       | 1        | 13       | 104   | 32    | 0     | 1        | 0     | 2     | 25    | 3     | 3     | 95    | 3        | .221  | .300     | .433     | .733  |
| '13計    | MIL      | 124   | 385   | 348   | 36    | 79    | 12       | 1        | 18       | 147   | 48    | 0     | 2        | 0     | 2     | 32    | 3     | 3     | 138   | 3        | .227  | .296     | .422     | .719  |
| 2014     | TOR      | 106   | 320   | 287   | 40    | 63    | 16       | 2        | 16       | 131   | 43    | 0     | 2        | 0     | 3     | 27    | 0     | 3     | 116   | 6        | .220  | .291     | .456     | .747  |
| 2015     | 巨人     | 5     | 18    | 18    | 0     | 3     | 0        | 0        | 0        | 3     | 1     | 0     | 0        | 0     | 0     | 0     | 0     | 0     | 11    | 0        | .167  | .167     | .167     | .334  |
| MLB：6年 | MLB：6年 | 404   | 1091  | 996   | 110   | 235   | 50       | 4        | 48       | 437   | 152   | 2     | 6        | 0     | 3     | 81    | 6     | 8     | 375   | 17       | .236  | .297     | .439     | .736  |
| NPB：1年 | NPB：1年 | 5     | 18    | 18    | 0     | 3     | 0        | 0        | 0        | 3     | 1     | 0     | 0        | 0     | 0     | 0     | 0     | 0     | 11    | 0        | .167  | .167     | .167     | .334  |

- 2018年度シーズン終了時

### 年度別守備成績
| 年 度 | 一塁  | 一塁  | 一塁  | 一塁  | 一塁  | 一塁     | 三塁  | 三塁  | 三塁  | 三塁  | 三塁  | 三塁     |
| 年 度 | 試 合 | 刺 殺 | 補 殺 | 失 策 | 併 殺 | 守 備 率 | 試 合 | 刺 殺 | 補 殺 | 失 策 | 併 殺 | 守 備 率 |
| ----- | ----- | ----- | ----- | ----- | ----- | -------- | ----- | ----- | ----- | ----- | ----- | -------- |
| 2015  | 5     | 29    | 0     | 2     | 5     | .935     | 1     | 0     | 1     | 0     | 0     | 1.000    |
| NPB   | 5     | 29    | 0     | 2     | 5     | .935     | 1     | 0     | 1     | 0     | 0     | 1.000    |

- 2018年度シーズン終了時

### 記録
NPB
- 初出場・初先発出場：2015年5月2日、対阪神タイガース7回戦（東京ドーム）、5番・一塁手で先発出場
- 初打席：同上、2回裏に藤浪晋太郎から空振り三振
- 初安打・初打点：同上、7回裏に藤浪晋太郎から一塁適時内野安打

### 代表歴
- 2020年東京オリンピックの野球競技・ドミニカ共和国代表

### 背番号
- 64 （2009年 - 2010年）
- 25 （2011年 - 2013年途中）
- 21 （2013年途中 - 同年終了、2015年）
- 47 （2014年）

### 登場曲
- 「El Que No Aguanta La Presion」Secreto El Famoso Biberon（2015年）
- 「Amaneci Contento」Secreto El Famoso Biberon（2015年）
- 「De Amor Nadie Se Muere」Secreto El Famoso Biberon（2015年）
- 「Tarzan」El Alfa (El Jefe)（2015年）